# Лю Їфу
Лю Їфу (кит. трад.: 劉義符; піньїнь: Liu Yifu; 406 — 4 серпня 424) — другий імператор Лю Сун з Південних династій.

## Життєпис
Був старшим сином імператора Лю Юя. Зайняв трон після смерті батька 422 року. Втім душе швидко вищі чиновники держави зрозуміли, що Лю Їфу не має здібностей, потрібних імператору, тому повалили та вбили його 424 року. Після цього на престол зійшов його молодший брат Лю Їлун.

## Девіз правління
- Цзінпін (景平) 423–424